# Le Virus du fascisme
Le Virus du fascisme est une pièce de théâtre en cinq actes de Xia Yan créée en 1944. Mise en scène alors que la Chine se trouve toujours en guerre avec le Japon, elle sera ensuite jouée encore après la fin de la Seconde Guerre mondiale, et même après la proclamation de la république populaire de Chine en 1949, à l'instar de Sous les toits de Shanghai et à l'opposé des autres pièces antérieures du dramaturge chinois. 

## Résumé
L'action se déroule dans les villes de Tokyo, Shanghai, Hong Kong et Guilin, entre l'automne 1931 et le printemps 1942.
- Acte 1, Tokyo, septembre 1931 : Alors que Yu Shifu, Zhao Antao et Qin Zhengyi ont à peine fini leurs études, un article de Yu Shifu sur sa thèse sur la propagation de la peste noire et du rôle potentiel du vibrion cholérique est publié dans le Matin de Tokyo. Cela paraît être un grand honneur pour Zhao Antao et Qin Zhengyi, notamment du fait que Yu Shifu est chinois d'origine. Celui-ci avait notamment déjà été le premier élève n'étant pas passé par le cursus normal de l'Université japonaise de Médecine à recevoir un diplôme de doctorat. Mais pour le principal intéressé, cela ne compte pas, seule compte l'avancée scientifique, et il compte bien mener ses recherches au bout. Pourtant, la situation n'est pas au beau fixe pour les Chinois du Japon, l'Incident de Mukden venant d'avoir lieu. Le temps est venu pour toutes ces gens de rentrer en Chine, Yu Shifu acceptant un poste à l'Institut de Sciences Naturelles de Shanghai, financé par les Japonais, ce qui n'est pas vu d'un bon œil par Zhao Antao qui lui conseille plutôt de s'intéresser à Mozart. Lui qui rentre pour se marier, et Qin Zhengyi cette la troupe avec un intérêt particulier pour le travail journalistique.
- Acte 2, Shanghai, fin août 1937 : Une semaine après l'invasion de Shanghai par les troupes japonaises. La maison de Yu Shifu se trouvant dans le territoire de la concession française, elle se trouve relativement épargnée. Zhao Antao rend visite avec sa femme Qian Qinshan et Qian Yu à son ami. Venus de Nankin, le voyage a été périlleux. Zhao Antao retrouve Yu Shifu attelé à des travaux portant sur le typhus exanthématique, maladie qui emporta en son temps… Mozart[NB 1] ! Bien que Zhao Antao lui fasse remarquer que la maladie qui emporta Mozart se nomme pauvreté, Yu Shifu, citant ses confrères et concurrents, dont Zinsser, souhaite continuer ses recherches. Zhao Antao reste critique face à son ami, lequel reste persuadé que ses recherches seront mises au service de l'humanité entière, même lorsque Zhao lui souffle que les Nazis pensent à lancer la guerre bactériologique. Mais la réalité de la guerre « une dette de sang vieille de cinquante ans »[YF 1] (référence à la première guerre sino-japonaise) les rattrape. Là aussi, le départ est proche, Oku la Japonaise et Sumiko, bien que renommée Shouzhen, étant constamment les cibles des pires railleries, voire brutalisée pour ce qui est de la petite. Les motivations pour ce nouveau départ sont à nouveau disparates : Zhao Antao pense un temps rejoindre la résistance à Guilin. Finalement, la perspective de poursuite des études de Yu Shifu à Hong Kong, alors concession britannique[NB 2], accorde tout le monde. Qian Yu pourra de plus suivre les cours de musique au Conservatoire de l'université de Hong Kong, et ainsi y accompagner les Yu.
- Acte 3, Hong Kong, septembre 1941 : Alors que toute la région alentour est ravagée par la guerre, Hong Kong reste une cité au commerce florissant. Zhao Antao est de passage à Kowloon pour y fait commerce de denrées diverses, à la recherche du "bon coup" qui lui permettrait de rassembler tout l'argent nécessaire pour mener à bien ses idéaux communistes. Il déculpabilise en faisant remarquer que son commerce sert la cause de son pays, puisqu'il importe des denrées propres à pouvoir servir à la résistance. Qian Yu et Shouzhen discutent quant à eux des méfaits de l'impérialisme japonais (et non de l'armée japonaise, précisent-ils). Qin Zhengyi, pour sa part, craint l'imminence de l'entrée en guerre du Japon contre le Royaume-Uni, ce qui rendrait leur retraite peu sûre. Yu Shifu, lui continue ses expériences à domicile.
- Acte 4, Hong Kong, fin décembre 1941 : À la fin de la bataille de Hong Kong, dans la maison de Yu Shifu à Happy Valley, le 25 décembre 1941. Plus d'eau, plus d'électricité dans la ville, situation dramatique pour tout ce groupe. Qian Yu fait la lecture à Yu Shifu d'un poème écrit par son homologue Zinsser : « Le typhus n'est pas mort. Peut-être survivra-t-il encore des siècles. Pour peu que la stupidité et la barbarie des hommes servent une société à l'intérieur de laquelle il peut se développer. »[YF 2] Qian Yu fait alors comprendre à Yu Shifu que le virus qu'il faut combattre, c'est le virus du fascisme, qui a déjà fait des milliers de morts, notamment en Allemagne et en Union soviétique. Mais deux jours plus tard, les Japonais sont là, ils brutalisent ceux qu'ils trouvent, et Qian Yu, exalté, trouve une mort de martyr face aux soldats contaminés par le virus du fascisme. Pour ceux qui restent, c'est le signal d'un nouveau départ.
- Acte 5, Guilin, fin février 1942 : C'est le Nouvel An chinois. Zhan Antao souffre du paludisme, et Yu Shifu est épuisé. Mais celui est décidé, une fois remis, il se rend à l'hôpital de la Croix-Rouge. Il est décidé à lutter contre le virus du fascisme. Ses recherches sur le typhus, il les reprendra, une fois la guerre terminée !

## Personnages principaux
- Yu Shifu est le personnage principal de cette pièce et est au centre de l’action. Chercheur chinois en virologie, il poursuit ses recherches tout au long de l'histoire, persuadé de travailler au profit de l'humanité tout entière. Et ce, sans vouloir entendre parler de l'importance supposée de la politique.
- Oku, également Madame Yu, est la femme, japonaise, du précédent.
- Sumiko, ou Shouzhen, est leur fille. Elle paraît tiraillée entre ses deux appartenances, et en souffre du fait de l'intolérance de ses camarades.
- Zhao Antao est l'ami de longue date de Yu Shifu. D'abord engagé en politique, il se reconvertira en homme d'affaires lorsqu'il sera de passage à Hong Kong, mais ses scrupules le feront revenir à ses premiers engagements.
- Qian Qinshan devient la femme du précédent. Huitième enfant d'un riche banquier du Hebei, elle est très maniérée et exigeante.
- Qian Yu, frère de la précédente. Passionné de musique qu'il étudie, c'est pourtant lui qui fera comprendre à Yu Shifu que la politique est fondamentale.
- Qin Zhengyi, ami journaliste des Yu.

## Synthèse
La pièce raconte le parcours au travers de deux pays qui se déchirent de personnages liés tant affectivement que par leurs origines aux deux pays à la fois. La page d'histoire, qui est en train de s'écrire (rappelons que la pièce date de 1944), est traversée avec de nombreuses remises en question, voire des changements de nom (Sumiko devient Shouzhen). L'auteur transmet ici un message très clair : « La lutte contre le fascisme passe par l'indépendance et le développement de la recherche scientifique ».

## Contexte
Cette pièce, quelque peu autobiographique, retrace partiellement la trajectoire de l'auteur, Xia Yan. Lui-même a en effet navigué durant cette période entre le Japon, Shanghai, Hong Kong et le centre de la Chine. Ses engagements politiques et son travail de journaliste sont représentés par deux des personnages, mais la figure du chercheur semble être indépendante de son expérience personnelle. Néanmoins, l'amitié forte entre les personnages semble rappeler celle qui a dû lier l'auteur et Zou Taofen et Fan Changjiang, ses collègues de travail au journal de Hong Kong.
Aujourd'hui, la pièce est considérée comme étant la deuxième meilleure pièce de Xia Yan, avec Sous les toits de Shanghai. Elle fut toujours jouée en Chine, notamment à Pékin et à Shanghai, même après la proclamation de la république populaire de Chine en 1949, et même après la révolution culturelle.